# Jibou
Jibou (Zsibó en hongrois, Siben en allemand) est une ville roumaine du județ de Sălaj, dans la région historique de Transylvanie et dans la région de développement du Nord-ouest.

## Géographie

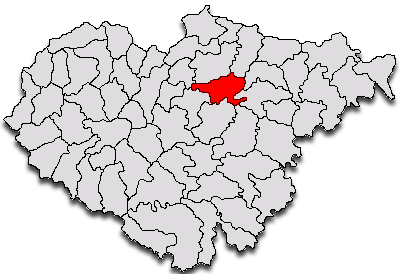
Localisation de Jibou dans le județ de Sălaj.

La ville de Jibou est située dans le nord-est du județ, sur la rive gauche de la rivière Someș, à son confluent avec l'Agrij, dans un paysage collinaire.
Jibou se trouve à 26 km de Zalău, le chef-lieu du județ.
La municipalité est composée de la ville de Jibou elle-même et des quatre villages suivants (population en 2002) :
- Jibou (9 632 ;
- Cuceu (506) ;
- Husia (294) ;
- Rona (371) ;
- Var (503).

## Histoire
Jibou a des origines très anciennes car il existe des traces de la voie romaine reliant les camps de Porolissum et de Tihău (commune de Surduc) mais la première mention écrite de la commune date de 1205 sous le nom de Chybur. La ville apparaît ensuite sous le nom latin de Villa en 1219.
La ville s'est développée tout au long du Moyen Âge en étant intégrée à la principauté de Transylvanie et au royaume de Hongrie. La grande famille de la noblesse hongroise des Wesselényi a joué un rôle important dans son histoire. Un premier château a été construit en 1584, détruit au cours des invasions ottomanes de 1610, suivi d'un deuxième château, construit à la fin du XVIIIe siècle.
En 1890, l'ouverture de la ligne de chemin de fer Dej-Jibou-Zalău, suivie quelques années après de la ligne Jibou-Baia Mare accélère le développement de la ville qui devient un important nœud ferroviaire.
Après la Première Guerre mondiale et la désintégration de l'Empire austro-hongrois, Jibou intègre le royaume de Roumanie. Elle redevient hongroise pendant la Seconde Guerre mondiale, période pendant laquelle son importante communauté juive est exterminée par les Nazis.
À la fin de la guerre, elle retrouve la Roumanie. Durant la période communiste, elle est, de 1950 à 1960, chef-lieu de rayon de la région de Cluj, statut dont elle est dépossédée au profit de Zalău. En 1968, lors de la réorganisation administrative du pays, elle est réintégrée dans le județ de Salăj et elle obtient le statut de ville (oraș).
En 1970, Jibou souffre de graves inondations dues à la rupture de digues situées en amont sur la Someș.

## Politique
| Parti | Parti                                                 | Sièges |
| ----- | ----------------------------------------------------- | ------ |
|       | Parti social-démocrate (PSD)                          | 8      |
|       | Parti national libéral (PNL)                          | 4      |
|       | Union démocrate magyare de Roumanie (UDMR)            | 2      |
|       | Alliance des libéraux et démocrates (ALDE)            | 2      |
|       | Union nationale pour le progrès de la Roumanie (UNPR) | 1      |

## Démographie
En 1910, à l'époque austro-hongroise, la ville comptait 2 854 Roumains (52,08 %), 2 578 Hongrois (47,04 %) et 20 Allemands (0,36 %).
En 1930, on dénombrait 3 280 Roumains (54,71 %), 1 837 Hongrois (30,64 %), 650 Juifs (10,84 %), 19 Allemands (0,32 %) et 192 Roms (3,20 %).
En 1956, après la Seconde Guerre mondiale, 4 744 Roumains (65,27 %) côtoyaient 2 393 Hongrois (32,93 %) et 111 Juifs (1,53 %).
En 2002, la ville comptait 9 181 Roumains (81,20 %), 1 503 Hongrois (13,29 %) et 603 Roms (5,33 %). On comptait à cette date 4 358 ménages et 4 640 logements.

### Religions
En 2002, la composition religieuse de la ville était la suivante :
- Chrétiens orthodoxes, 71,14 % ;
- Réformés, 13,44 % ;
- Pentecôtistes, 4,95 % ;
- Baptistes, 4,42 % ;
- Grecs-Catholiques, 1,54 % ;
- Catholiques romains, 1,43 %.

## Éducation
La première école a été répertoriée en 1746, il s'agissait d'une école hongroise réformée. La première école publique est apparue en 1895.
Aujourd'hui, la ville possède 3 écoles maternelles, 2 écoles-collèges et un lycée général (Liceul Ion Agârcibeanu).

## Économie
L'économie de la commune a très longtemps reposé sur l'agriculture et l'artisanat.
Après 1968, la ville est devenue industrielle avec l'implantation d'usines de menuiserie, de confection, de produits laitiers (fromages), de produits métallurgiques, de céramique.

## Communications

### Routes
À partir de Jibou, la route nationale DN1H mène vers l'ouest à Zalău et Șimleu Silvaniei, vers l'est à la DN1G, puis vers Cluj-Napoca au sud et Baia Mare au nord.
La route régioanle DJ108A, quant à elle, suit le cours de la Someș vers le județ de Maramureș.

### Voies ferrées
Jibou est un important carrefour ferroviaire des chemins de fer roumains (Căile Ferate Române), à la croisée des lignes  vers Dej, Baia Mare, Zalău et Sărmășag.
La ligne se dirigeant vers Baia Mare permet de rejoindre la ville de Cehu Silvaniei à partir de la gare d'Ulmeni.

## Lieux et monuments
- Jardin botanique, créé en 1968 par le professeur Vasile Fati dans le parc du château Wesselényi, aujourd'hui, l'un des plus importants de Roumanie, installé sur 25 ha et contenant plus de 5 000 espèces végétales.
- Château Wesselényi, de style baroque construit de 1778 à 1810.
- Bains thermaux.
- Château Bedly du début du XXe siècle.
- village de Husia, église orthodoxe en bois des Saints Archanges de 1800[5].
- village de Var, église orthodoxe en bois des Saints Archanges de 1820[6].
- village de Rona, réserve naturelle Calcarele de Rona (calcaires de Rona).

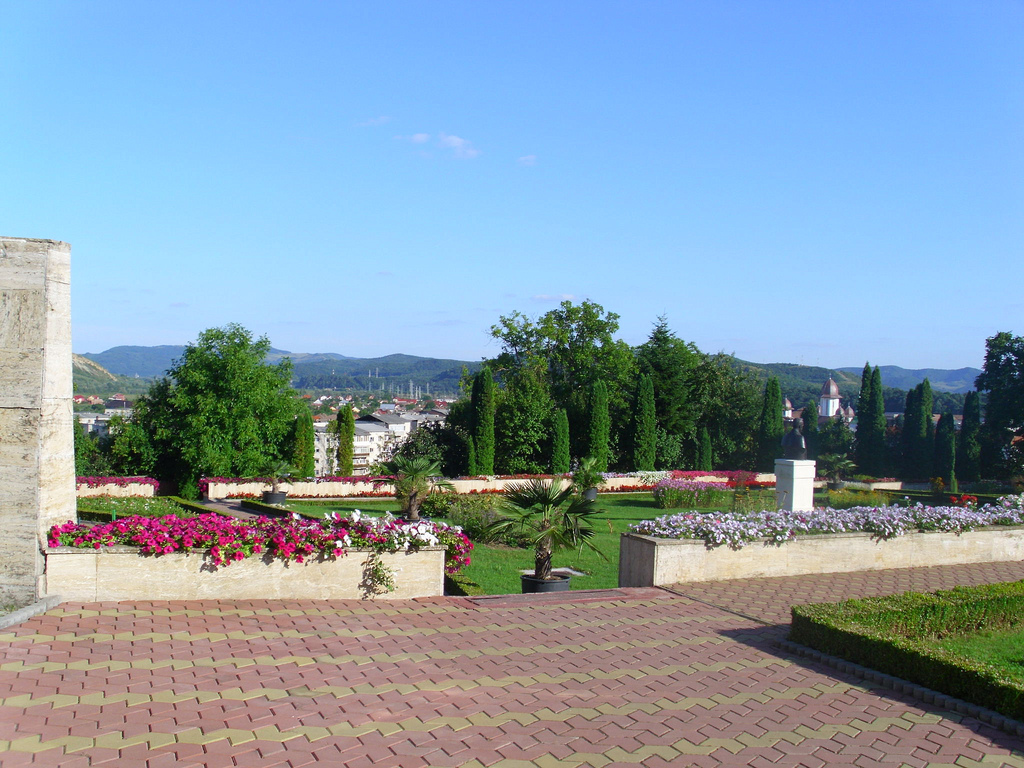
Jardin botanique
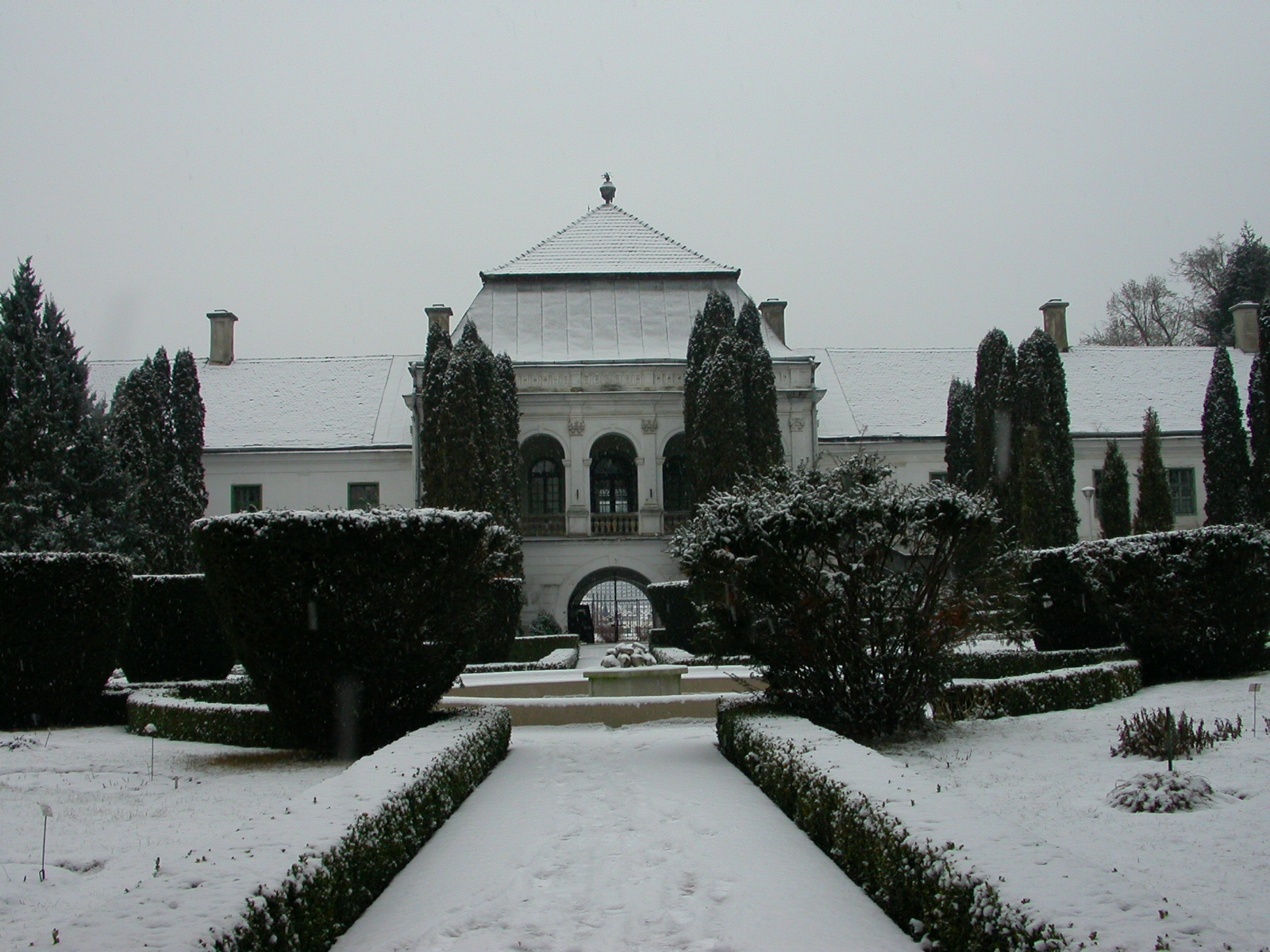
Château Wesselényi.

## Personnalités
- Miklós Wesselényi, (1796-1850), homme politique hongrois, chantre de l'amitié entre Roumains et Hongrois.
- Ștefan Birtalan, (1948-2024), joueur de handball, médaillé d'argent et de bronze lors des Olympiades de 1972, 1976 et 1980, médaillé d'or aux Championnats du monde de 1970 et 1974.

## Jumelages
- Glauchau (Allemagne) depuis 1992, dans le land de Saxe.